# سليمان بن خلف الخروصي
سليمان بن خلف الخروصي (1932 - 2018)،شاعر مؤرخ ونسابة عماني، ألف العديد من المؤلفات في الأنساب والتاريخ والشعر.

## سيرته
ولد الشيخ سليمان بن خلف بن محمد بن نصير الخروصي، في الحادي عشر من شعبان من عام 1351 هجري، وكان الثاني في ترتيب إخوته بعد شقيقه الشيخ سعيد بن خلف الخروصي، وبعد أن ختم القرآن الكريم اصطحبه والده إلى النحوي الضرير حمود بن زاهر الكندي ليلقنه جمال العربية وبديعها وبيانها، ثم شد الرحال إلى مدينة نزوى عام 1363 هجرية الموافق 1943م، بصحبة شقيقه الشيخ سعيد بن خلف الخروصي فيأخذان مكانهما في مجلس الإمام محمد بن عبد الله الخليلي، ومدرسة الشيخ سليمان بن سالم بن مسعود الكندي.
وبعد المرحلة النزوية كانت شاذون المدرسة والجامع والحصن، حيث جالس والي نخل الشيخ والعالم الجليل سالم بن حمود السيابي، ليستكمل التدرج في مراقي المجد، ويتلقى من معلمه كل ما يتصل بإعجاز العربية، ومعجزات عباقرتها من أساطين البيان.
ولم يكن الشيخ سليمان بن خلف الخروصي مجرد تلميذ في حضرة معلمه الشيخ سالم بن حمود السيابي، بل كان رفيق درب وسفر، وكثيراً ما خبت بهما النياق في الحوزة النخلية، وتعدتها إلى الفيحاء وغيرها من حواضر عمان، وكان الشعر سلوة دربهما الأخضر، والشعراء أقمار لياليهما الزاهرة. ثم واصل تعليمه ليعكف مع شقيقه ومعلمه الشيخ سعيد بن خلف الخروصي على تدارس أنوار العقول للسالمي والفرائض للجيطالي.
انتقل إلى سمائل سنة 1385 هجري ليكون بقرب شقيقه الشيخ سعيد بن خلف الخروصي، الذي تقلد القضاء في سمائل، فيلتحق بالحصن ككاتب في المحكمة الشرعية، كأول عمل يلتحق به في حكومة السلطان سعيد بن تيمور.
وفي عام 1388هجرية التحق للعمل في المحكمة الشرعية بمسقط، حيث تم تعيينه ككاتب بالمحكمة، وكمنسق قضائي بين النظارة وقضاة المحكمة، المشايخ إبراهيم بن سعيد العبري، وسالم بن حمود السيابي، وهاشم بن عيسى الطيواني، ومحمد بن راشد الخصيبي.